# Seidenfaden (Wipperfürth)
Seidenfaden ist eine Ortschaft in der Gemeinde Wipperfürth im Oberbergischen Kreis im Regierungsbezirk Köln in Nordrhein-Westfalen (Deutschland).

## Lage und Beschreibung
Der Ort liegt im Südwesten der Stadt Wipperfürth auf der Wasserscheide zwischen Wupper und Agger. Nachbarorte sind Weinbach, Münte, Wegerhof und Eichholz.
Politisch wird Seidenfaden durch den Direktkandidaten des Wahlbezirks 7.1 (071) südwestliches Stadtgebiet im Rat der Stadt Wipperfürth vertreten.

## Geschichte
Aus dem Jahre 1724 stammt ein gemauerter Fußfall mit drei Sandsteinreliefs, der am Ostrand des Ortes neben dem Wanderweg aufgestellt wurde. Die Topographische Aufnahme der Rheinlande von 1825 zeigt auf umgrenztem Hofraum unter dem Namen „Seidenfaden“ vier getrennt voneinander liegende Grundrisse.

## Busverbindungen
Über die Haltestelle Weinbach der Linien 426 und 429 (VRS/OVAG) ist Seidenfaden an den öffentlichen Personennahverkehr angebunden.

## Wanderwege
Ein vom SGV mit einem weißen Dreieck auf schwarzem Grund markierter Wanderweg führt durch den Ort.

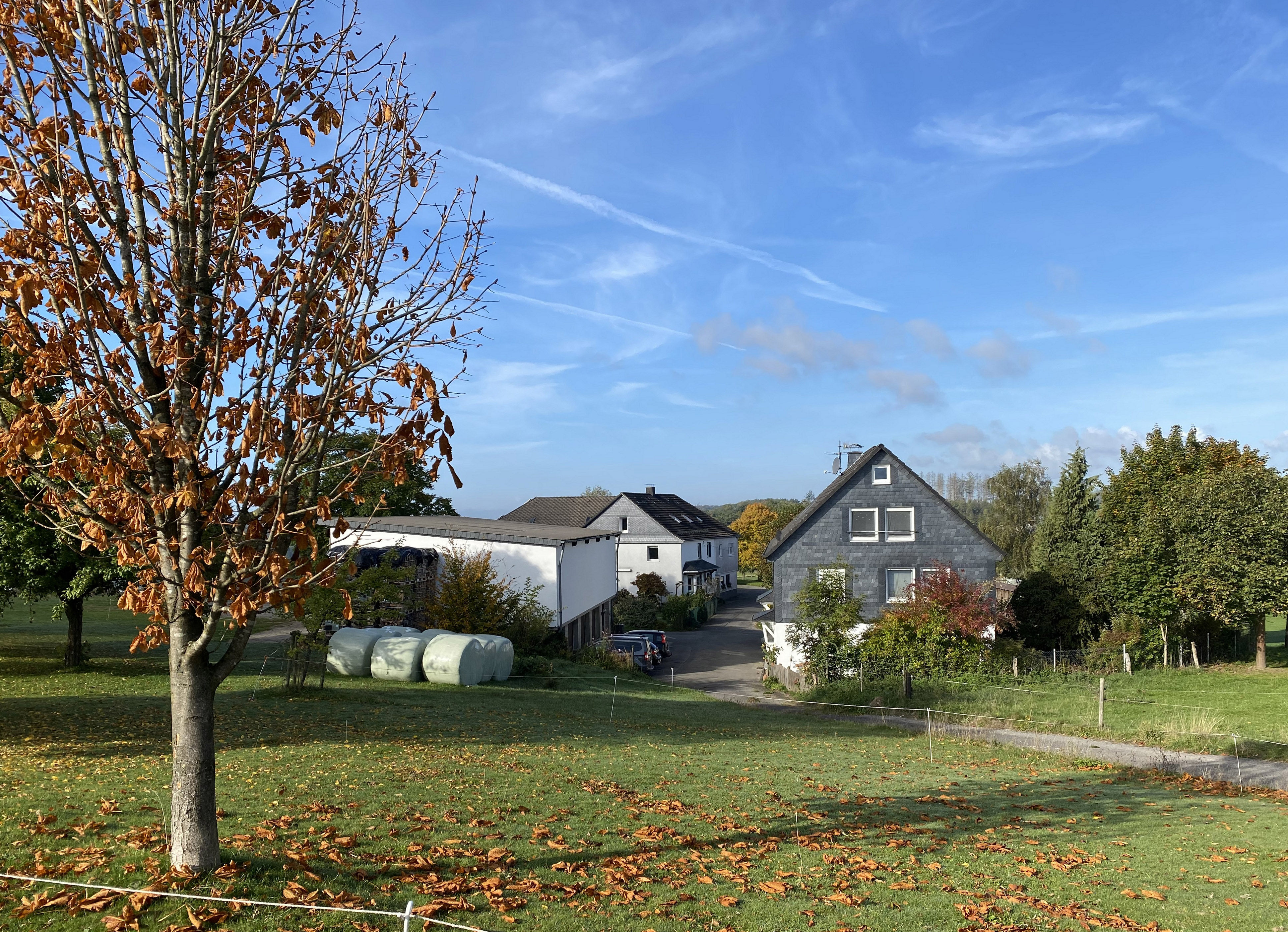
Hofschaft Seidenfaden
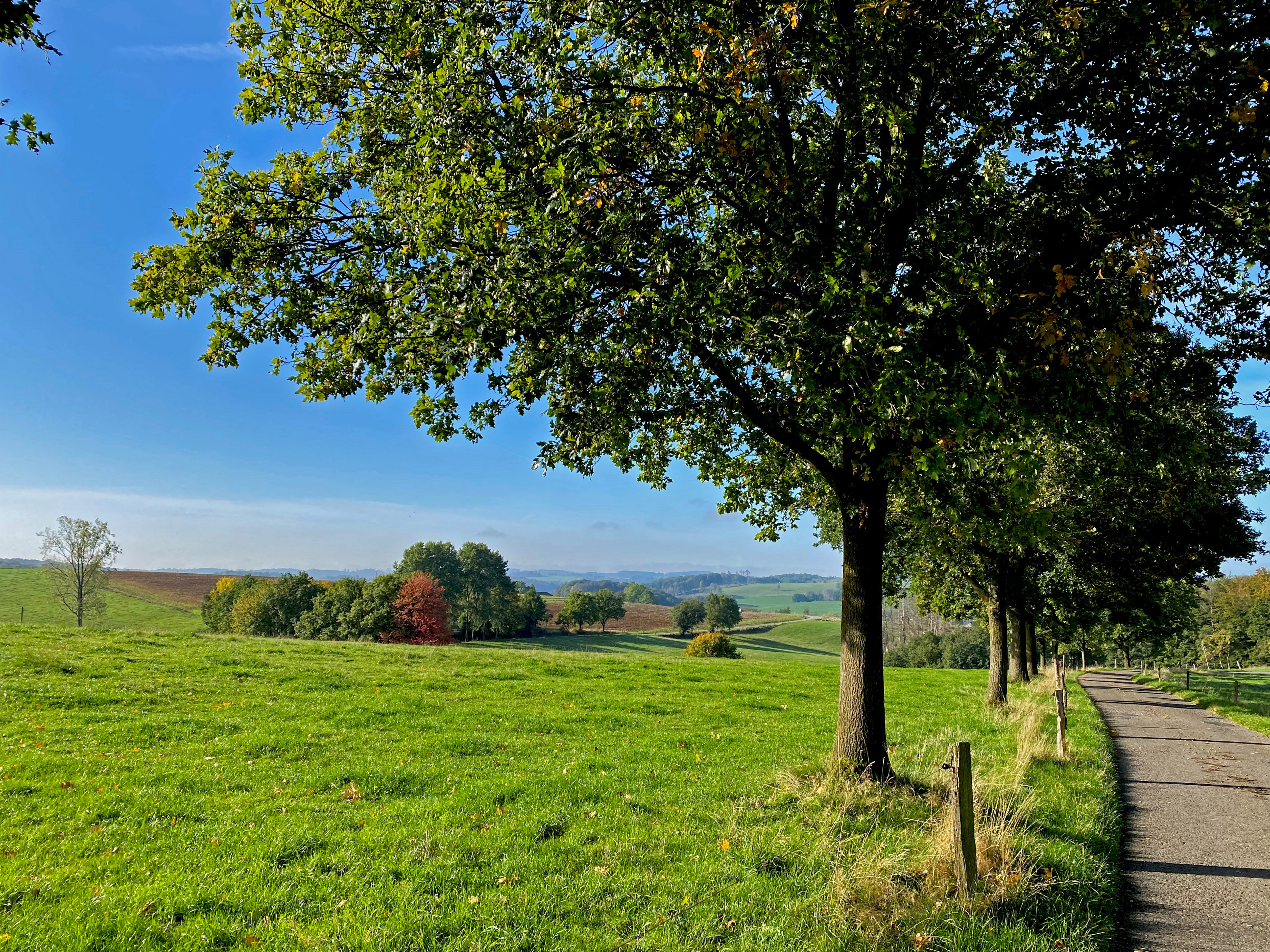
Allee zwischen Seidenfaden und Oberweinbach
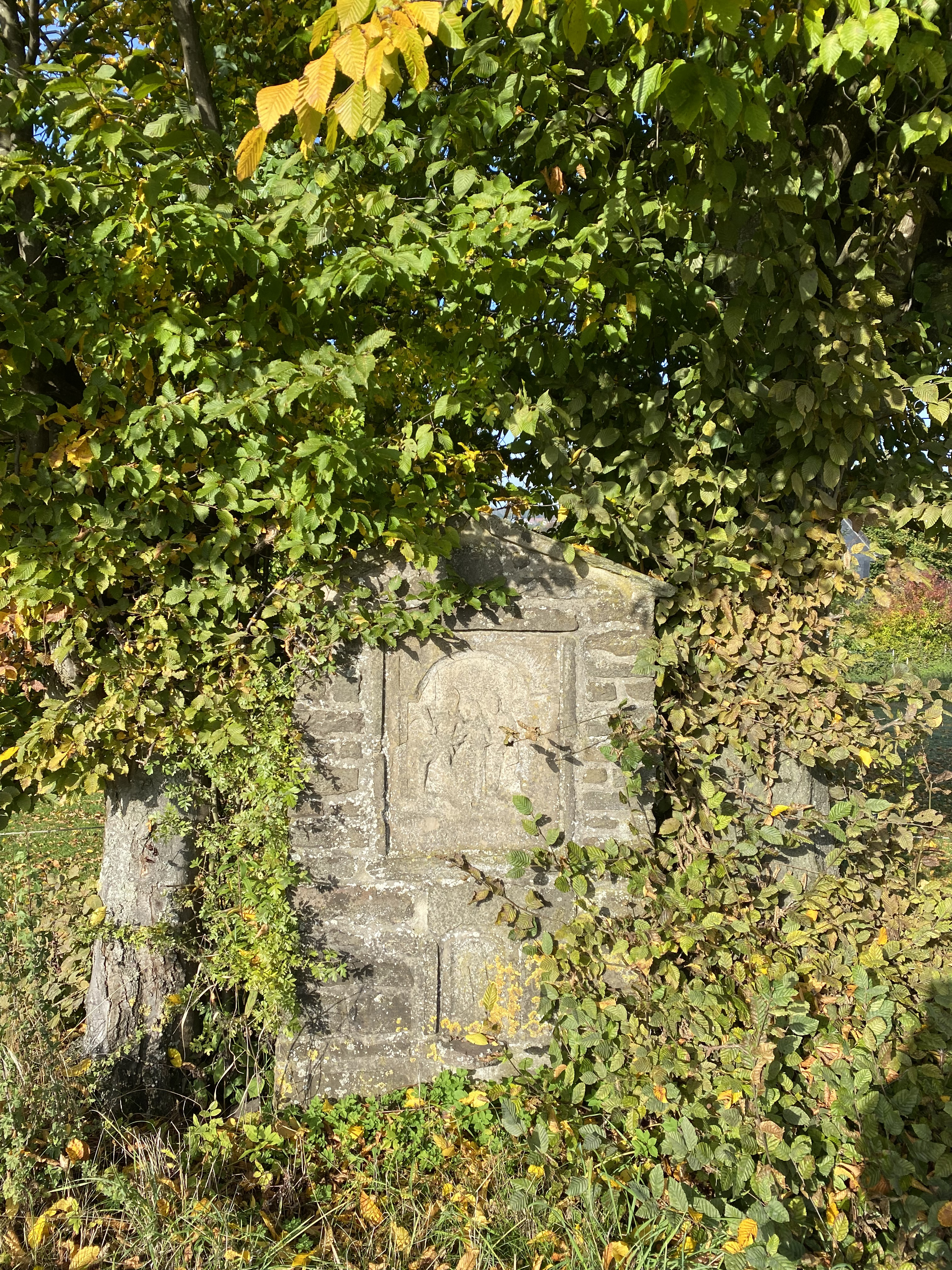
Baudenkmal Bildstock Seidenfaden (1724)